# Station Le Parc de Saint-Maur
Le Parc de Saint-Maur is een spoorwegstation gelegen in de Franse gemeente Saint-Maur-des-Fossés en het departement van Val-de-Marne

## Geschiedenis
Het station is geopend in 1859. Op 14 december 1969 werd het pas onderdeel van RER

## Het station
Het station is onderdeel van het RER-netwerk (Lijn A) en is eigendom van het Parijse vervoersbedrijf RATP. Voor Passe Navigo gebruikers ligt het station in zone 3 en het ligt aan RER-tak A2 tussen Val de Fontenay en Boissy-Saint-Léger

## Overstapmogelijkheid
Er is een overstap mogelijk tussen RER en een aantal buslijnen
- RATP
  - twee buslijnen

## Vorig en volgend station
| Richting                 | Vorig station        | Lijn  | Volgend station | Richting              |
| ------------------------ | -------------------- | ----- | --------------- | --------------------- |
| Saint-Germain-en-Laye A1 | Saint-Maur - Créteil | RER A | Champigny       | Boissy-Saint-Léger A2 |